# ISAD
ISAD (akronim ang. International Standard Archival Description), Międzynarodowy Standard Opisu Archiwalnego. Wprowadzone i unormowane przez ICA zasady przygotowania opisu materiałów archiwalnych, zgodne z funkcjonującymi standardami narodowymi, lub będące podstawą dla tworzenia takich standardów.